# Pistola ametralladora Tipo 2
La Pistola ametralladora Tipo 2 era un subfusil japonés utilizado a finales de la Segunda Guerra Mundial. Era de calibre 8 mm y fue suministrado a las unidades navales japonesas a finales de 1944.

## Historia y desarrollo
El primer diseño interno para un subfusil apareció en Japón Imperial  alrededor de 1934, cuando el diseñador general Kijirō Nambu introdujo un arma de su propio diseño. Se basa en el ya establecido patrón Bergmann / Schmeisser pero, con un importante cambio en diseño que estaba muy por delante de su tiempo. El general Nambu decidió colocar un cargador curvo de gran capacidad  dentro del pistolete del arma, haciéndola notablemente más pequeña que rivales contemporáneos manteniendo similar la longitud del cañón. Esta arma, conocida como Tipo Nambu I (algunas fuentes la designan como Tipo II, primer modelo o Tipo IIA), fue probado por el Ejército Imperial japonés en 1936-37.
Este subfusil fue producido en un número relativamente pequeño y algunos ejemplares fueron usados por unidades de la Armada Imperial Japonesa durante la Batalla de Shanghái. Durante su período de prueba, se constató que el cartucho 8 x 22 Nambu tenía una tendencia a atascar el arma, lo cual limitó su utilización tanto por los Infantes de marina y el Ejército Imperial Japonés. Después de muchos cambios en el diseño del arma, 4 meses después se introdujo en servicio. Fue bautizado como  bull pup por las tropas estadounidenses que tuvieron la suerte de capturar un Tipo 2 en combate, ya que era demasiado raro. El otro subfusil utilizado por el Ejército Imperial Japonés era el Subfusil Tipo 100, que era mucho más numeroso. 
El Tipo 100 fue el único subfusil utilizado por los japoneses, a pesar de que era más costoso de fabricar que el Tipo 2.